# Victor Borge
Børge Rosenbaum, bedre kendt som Victor Borge (født 3. januar 1909 i København, død 23. december 2000 i Greenwich, Connecticut), var en dansk pianist og entertainer.

## Liv
Borge blev født i København og voksede op i Classensgade 40 på Østerbro. Det musikalske talent havde han fra faderen, kgl. kapelmusikus Bernhard Rosenbaum og moderen, pianisten Frederikke Rosenbaum. Han debuterede i 1926 i Odd Fellow Palæet.[kilde mangler]
Som barn øvede Borge mange timer om dagen på klaveret. 
Han var elev af pianisten Victor Schiøler og blev betragtet som et vidunderbarn.
Borge led dog af sceneskræk når han skulle spille alvorlig musik.
Som 18-årig gav han sin første store koncert.
Det var som en af de første i Europa med Sergej Rakhmaninovs vanskelige Klaverkoncert nr. 2, og han gik i stå.
I 1930'erne medvirkede han i fem spillefilm under sit borgerlige navn, Børge Rosenbaum.
I 1940 blev Børge Rosenbaum tvunget til at forlade Danmark på grund af den nazistiske jødeforfølgelse. Skønt han ikke talte engelsk, lykkedes det ham snart at "oversætte" sin humor, og han optrådte i Bing Crosbys radioprogram Kraft Music Hall i 1941. Allerede det næste år blev han udnævnt til "the best new radio performer of the year" af den amerikanske presse, og fra da af gik det kun fremad.
Han blev især kendt for sit one-man-show Comedy in Music i Golden Theatre, New York, i perioden 1953-56.
Senere turnerede han verden over og kom ofte til Danmark, hvor han optrådte i dansk tv, på Det Kongelige Teater og ved koncerter i Tivolis Koncertsal. Kritikere mente, at han havde svært ved at forny sig, mens hans beundrere holdt af og nærmest ventede på de klassiske tricks. Blandt hans kendte numre var "fonetisk tegnsætning", hvor komma, punktum, tankestreg mv. blev omsat til lyde. Ved sine koncerter i Danmark afsluttede han sit show med stille passager af dansk musik, herunder Hist hvor vejen slår en bugt og I Danmark er jeg født nogle gange med medvirken af Det Kongelige Danske Musikkonservatoriums Børnekor, som han var protektor for.
I foråret 1957 købte Victor Borge det lille slot Frydenlund i Vedbæk for ca. 1,5 millioner kroner. Han ombyggede slottet med henblik på sine årlige ferieophold i Danmark. Han solgte slottet igen i 1960. Men han blev ved med at komme til Danmark og holdt af at vandre rundt i København og mindes.

## Filmografi
- Der var engang en vicevært – 1937
- Frøken Møllers jubilæum - 1937
- Alarm – 1938
- I folkets navn – 1938
- De tre måske fire - 1939

## Hyldest
På huset, hvor han voksede op i Classensgade, er facaden udsmykket med en marmorplade, udført af det gamle Schannong Stenhuggeri.
I 2002 blev en hidtil unavngivet plads på Østerbro i København døbt Victor Borges Plads.
Planerne om en "Victor Borges Genvej" i Østermarie på Bornholm ("Smilet er den korteste afstand mellem mennesker" - da det kun drejede sig om 15 meter fra fodgængerovergangen til Rosenørns Allé)  strandede i 1999 på, at formanden for Teknisk Udvalg i Allinge-Gudhjem Kommune ikke fandt idéen morsom. Det gjorde Victor Borge, som meget gerne ville være kommet til indvielsen. 

## Diskografi
- Phonetic Punctuation Parts 1 and 2 (1945, Columbia Records 36911, 78 rpm)[7][8]
- The Blue Serenade / A Lesson in Composition (1945, Columbia Records 36912, 78 rpm)[7][8]
- Brahms' Lullaby / Grieg Rhapsody (1945, Columbia Records 36913, 78 rpm)[7]
- A Mozart Opera by Borge / All The Things You Are (1945, Columbia Records 36914, 78 rpm)[7]
- A Victor Borge Program (1946, Columbia Album C-111, 4 discs 78 rpm – a set containing the four previous releases)[9]
- Unstarted Symphony / Bizet's Carmen (1947, Columbia Records 38181, 78 rpm)[10]
- Intermezzo / Stardust (1947, Columbia Records 38182, 78 rpm)[10]
- Rachmaninoff's Concerto No. 2 / Inflation Language (1947, Columbia Records 38183, 78 rpm)[10]
- Clair de Lune / Vuggevise (1947, Columbia Records 38184, 78 rpm)[10]
- An Evening with Victor Borge (1948 Columbia Album C-161, 4 discs 78 rpm – a set containing the four previous releases)[10]
- A Victor Borge Program (1951, Columbia Records CL-6013, 10'' LP)[11]
- Comedy in Music, Vol. 1 (1954, Columbia Records CL-6292, 10'' LP)[12]
- Comedy in Music, Vol. 2 (1954, Columbia Records CL-6293, 10'' LP)[12]
- Comedy in Music (1954, Columbia Records CL-554, LP)[13]
- Caught in the Act (1955, Columbia Records CL-646, LP)[14]
- Brahms, Bizet and Borge (1955, Columbia Records CL-2538, 10'' LP)[11]
- ½ Time På Dansk (1958, Fona 251 HI-FI, 10'' LP)[15]
- The Adventures of Piccolo, Saxie and Company (1959, Columbia Records CL-1223, LP)[11]
- The Adventures of Piccolo, Saxie and Company (1959, Coronet KLP 762, LP (AUS))[16]
- Victor Borge Plays and Conducts Concert Favorites (1959, Columbia Records CL-1305/CS-8113, LP)[17]
- Borge's Back (1962, MGM E/SE-3995P, LP)[18]
- Borge's Back (1962, MGM CS-6055, LP (UK))[19]
- Borgering on Genius (1962, MGM 2354029, LP – same material as Borge's Back)[12]
- Great Moments of Comedy (1964, Verve V/V6 15044, LP – same material as Borge's Back)[12]
- Victor Borge presents his own enchanting version of Hans Christian Andersen (1966, Decca DL7-34406 Stereo, LP)[11]
- Comedy in Music (1972, CBS S 53140, LP)
- Victor Borge at His Best (1972, PRT Records COMP 5, 2 LPs)[11]
- Victor Borge Live At The London Palladium (1972, Pye NSPL 18394, LP)[20]
- My Favorite Intervals (1975, PYE NSPD 502, LP)[11]
- 13 Pianos Live in Concert (1975, Telefunken-Decca LC-0366)
- Victor Borge 50 Års Jubilæum (1976, Philips 6318035, LP)
- Victor Borge Show (1977, CBS 70082, LP, in Danish)[12]
- Victor Borge Live in der Hamburger Musikhalle (1978, Philips 6305 369, LP)
- Victor Borge Live (1978, Starbox LX 96 004 Stereo, LP)
- Victor Borge – Live(!) (1992, Sony Broadway 48482, CD)
- The Piano & Humor of the Great Victor Borge (1997, Sony Music Special Products 15312, 3 CDs)
- The Two Sides of Victor Borge (1998, GMG Entertainment, CD)
- Caught in the Act (1999, Collectables Records 6031, CD)
- Comedy in Music (1999, Collectables Records 6032, CD)
- Phonetically Speaking – And Don't Forget The Piano (2001, Jasmine 120, CD)
- En aften med Victor Borge (2003, UNI 9865861, CD)
- I Love You Truly (2004, Pegasus (Pinnacle) 45403, CD)
- Victor Borge King of Comedy (2006, Phantom 26540, CD)
- Verdens morsomste mand: alle tiders Victor Borge (2006, UNI 9877560, CD)
- Unstarted Symphony (2008, NAX-8120859, CD)
- Comedy in Music (2009, SHO-227, CD)

### Sekundærlitteratur
- Jacob Wendt Jensen (16. august 2014), "Den jødiske verdensstjerne fra Østerbro", Rambam, 23 (1): 18-25, Wikidata  Q100235494